# Wasserstraßen- und Schifffahrtsamt Spree-Havel
Das Wasserstraßen- und Schifffahrtsamt Spree-Havel (WSA Spree-Havel) ist ein Wasserstraßen- und Schifffahrtsamt in Deutschland. Es gehört zum Dienstbereich der Generaldirektion Wasserstraßen und Schifffahrt.
Das Wasserstraßen- und Schifffahrtsamt entstand am 15. September 2020 durch die Zusammenlegung der bisherigen Wasserstraßen- und Schifffahrtsämter Berlin und Brandenburg. Das Amt hat Dienstorte in Berlin und Brandenburg an der Havel.

## Zuständigkeitsbereich
Das Wasserstraßen- und Schifffahrtsamt Spree-Havel ist zuständig für die Bundeswasserstraßen in Berlin, die Rüdersdorfer Gewässer, die Dahme-Wasserstraße, die Storkower und Teupitzer Gewässer, die Spree-Oder-Wasserstraße bis zur Oder in Eisenhüttenstadt und die Bundeswasserstraßen von der westlichen Stadtgrenze von Berlin bis zur Elbe.

## Aufgabenbereich
Zu den Aufgaben des Wasserstraßen- und Schifffahrtsamtes Spree-Havel gehören:
- Unterhaltung der Bundeswasserstraßen im Amtsbereich
- Betrieb und Unterhaltung baulicher Anlagen wie beispielsweise Wehre, Schleusen und Brücken
- Aus- und Neubau
- Unterhaltung und Betrieb der Schifffahrtszeichen
- Messung von Wasserständen
- Übernahme strom- und schifffahrtspolizeilicher Aufgaben.

## Dienstorte, Außenbezirke und Bauhöfe

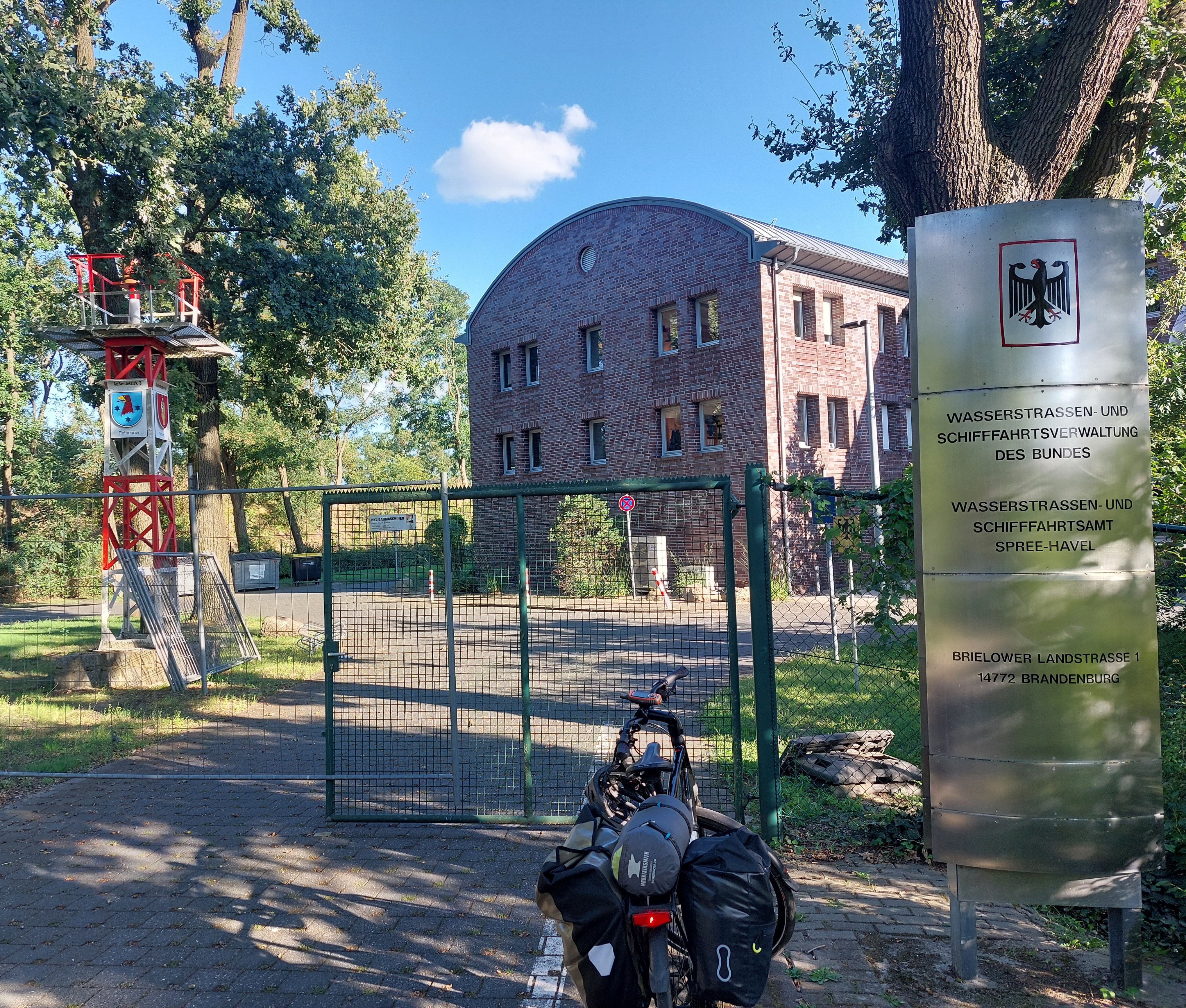
Dienstort in Brandenburg an der Havel

Das Wasserstraßen- und Schifffahrtsamt Spree-Havel hat Dienstorte in Berlin und Brandenburg an der Havel. Das WSA unterhält Außenbezirke in Spandau, Neukölln, Erkner, Fürstenwalde, Kummersdorf, Potsdam, Brandenburg an der Havel, Rathenow und Genthin sowie den Bauhof Brandenburg und den Bauhof Berlin und die Ausbildungswerkstatt Fürstenwalde. Am Dienstort Berlin sind auch Beschäftigte der Fachstelle für Geodäsie und Geoinformatik (FGeoWSV) tätig.